# Болеславјец
Болеславјец (пољски Bolesławiec) град је у Болеславјецком повјату у доњошлеском војводству у југозападном делу Пољске
.

## Статистика
- број становника: 41.117 (2005)
- Површина: 22,81 km²
- Густина насељености: око 1809 људи/km²
- Поштански код 59-700

## Положај
- Географски положај: 51°26' N 15°56' E
- 36 km источно од Згожелца, 44 km западно од Легњица и 55 km јужно од Јелење Горе
- Налази се на надморској висина од око 190 m

## Историја
- Статус града Болеславјец добија око 1251. године
- У XVII веку и XVIII је био центар силицијум-диоксида и грнчарству - Болеславјец је и данас познат по  Болеславијецкој керамици.

## Демографија
| 1946. | 1950. | 1960.  | 1970.  | 1980.  | 2000.  | 2012.  |
| ----- | ----- | ------ | ------ | ------ | ------ | ------ |
| 3.145 | 7.883 | 22.815 | 30.600 | 39.800 | 43.608 | 39.851 |

## Атракције
- трг из XVI века,
- барокне грађевине,
- одбрамбене зидине
- Католичке црке из XIII века

## Партнерски градови
- Зигбург
- Валекорса
- Ножан сир Марн